# Vespina
Vespina is een geslacht van vlinders van de familie witvlekmotten (Incurvariidae).

## Soorten
- V. quercivora (Davis, 1972)
- V. slovaciella (Zagulajev & Tokar, 1990)